# 味美美濃町
味美美濃町（あじよしみのちょう）は、愛知県春日井市にある地名。

## 地理
春日井市西部に位置する。

## 歴史

### 地名の由来
寛文6年、美濃国各務村（現各務原市）からの移住者によって開拓されたため、美濃前・美濃新田と称されていたことに由来する。

### 沿革
- 1948年（昭和23年） - 春日井市味美の一部により、同市味美美濃町として成立[1]。
- 1970年（昭和45年） - 愛知県道62号春日井稲沢線を境に一部が美濃町・味美町となる[1][3]。

## 交通
- 現在の町域の全域は名古屋鉄道（名鉄）小牧線の鉄道用地になっている[2][3]。